# Hochschule Södertörn

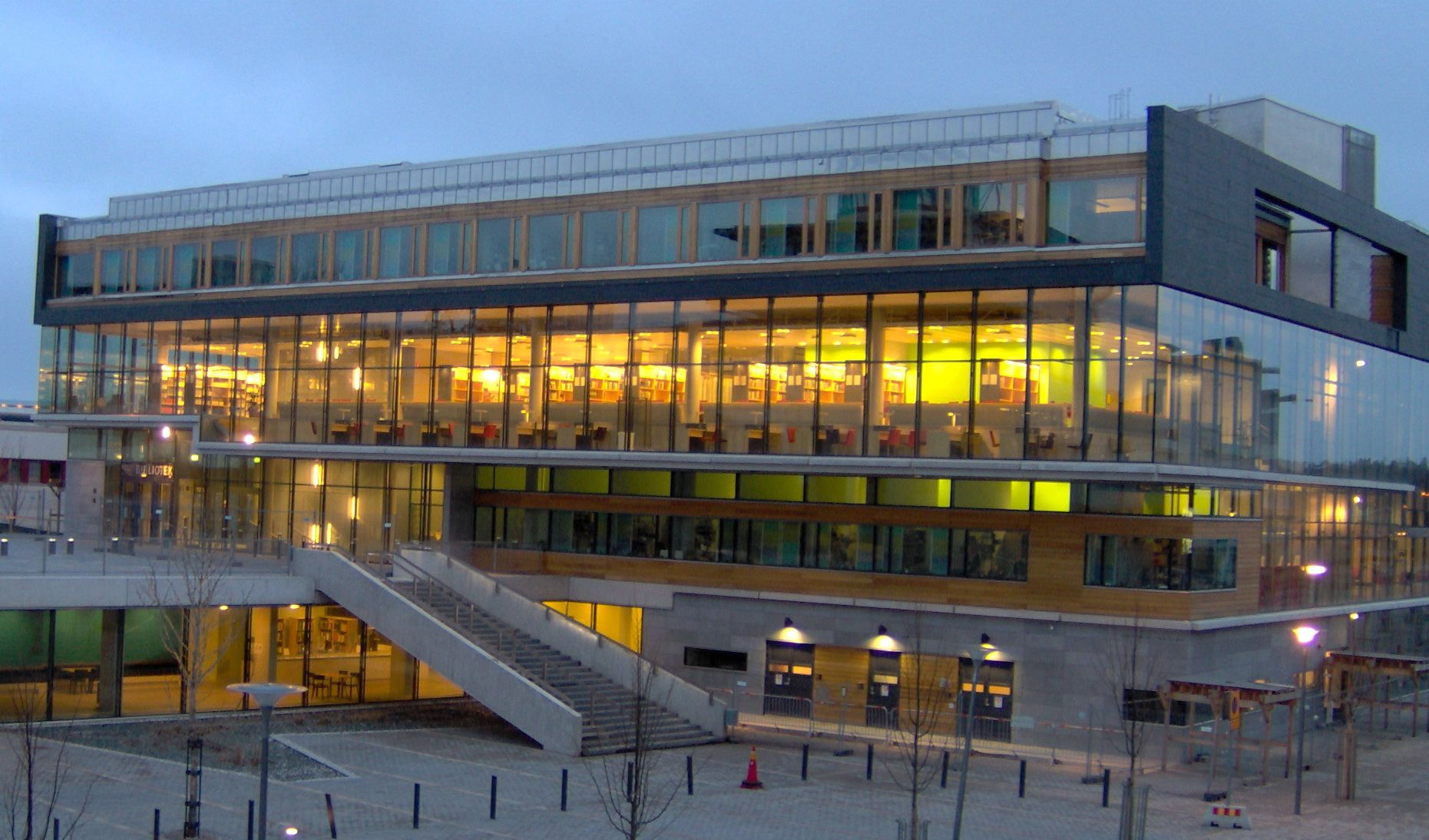
Södertörns högskolebibliotek

Die Hochschule Södertörn (schwedisch: Södertörns högskola) ist eine staatliche Hochschule im Ortsteil Flemingsberg in der Gemeinde Huddinge in Schweden. Die Hochschule liegt 15 km südlich von Stockholm nahe dem Pendeltåg-Bahnhof Flemingsberg. Die Hochschule mit rund 13 000 Studenten hat 300 wissenschaftliche Angestellte.
Die Hochschule Södertörn wurde 1996 gegründet und gliedert sich in vier Sektionen (Abteilungen). Im Jahre 2002 wurde das neue Campusgebäude und im Jahre 2006 die Bibliothek fertig. Rektor der Hochschule ist seit dem Jahr 2016 Gustav Amberg.
Das Karolinska-Universitätskrankenhaus Huddinge (früher Huddinge-Krankenhaus) befindet sich ebenfalls dort. Die Hochschule ist insofern einzigartig, als sie die einzige höhere Bildungseinrichtung in Schweden ist, die philosophische Schulen wie den deutschen Idealismus, den Existenzialismus, die Dekonstruktion sowie die kritische Theorie und andere Ansichten lehrt und erforscht, die von der traditionellen angelsächsischen analytischen Philosophie ausgeschlossen sind.